# Pettigarths Field

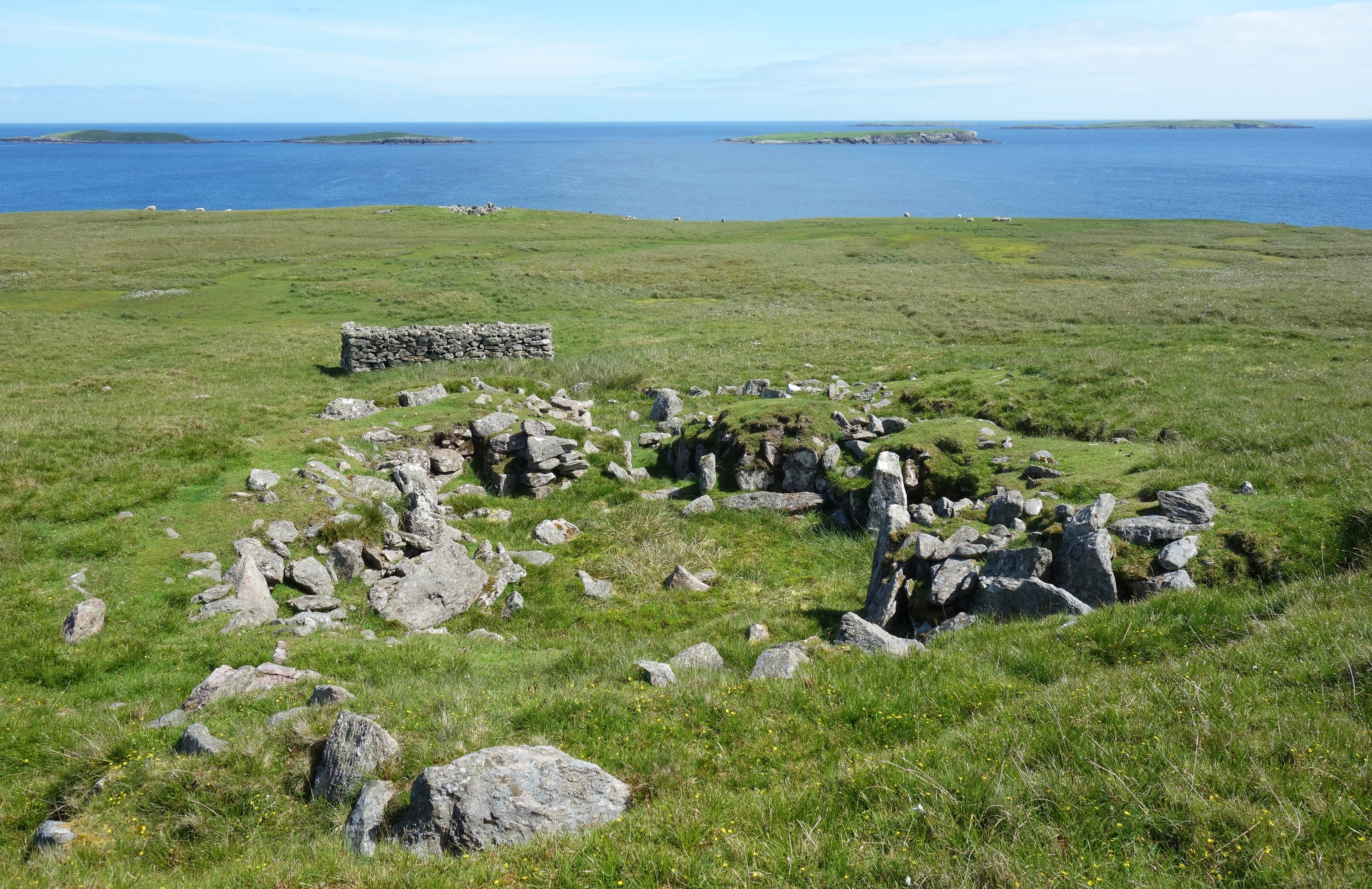
Benie Hoose

Whalsay

Die ausgegrabenen Rundcairns von Pettigarths Field haben etwa 6,0 und 4,5 m Durchmesser und liegen beim Benie Hoose in Nesting auf der Shetlandinsel Whalsay in Schottland.
Ein paar kleinere Fassadenplatten und Mauerwerk sind in der Südhälfte des großen Steinhügels zu erkennen. Die Nordseite ist weniger sicher, hier ist der Cairn mit dem zweiten Steinhügel verbunden.
Der südliche, größere Hügel hat etwa 6,0 m Durchmesser, mit einem Gang im Osten und einer (anders als im Islesburgh Cairn) apsidenförmigen Kammer von etwa 2,0 m Durchmesser. Kammer und Gang waren gepflastert. Neben der Kammer liegen einige große Steine, die wahrscheinlich vom Dach oder den Wänden der Kammer stammen.
Im Norden liegt ein runder Cairn von etwa 4,5 m Durchmesser, mit einer etwa 1,2 m langen rechteckigen Steinkiste.
Erste archäologische Untersuchungen wurden in den Jahren 1936 und 1938 durchgeführt. 1963 grub Charles S. T. Calder (1891–1972) erneut. Während der Ausgrabung wurden Tonscherben gefunden, die aber zu klein waren, um identifizierbar zu sein.
In der Nähe liegt Gamla Vord und stehen die Menhire von Yoxie.